# Popularyzator Nauki
Popularyzator Nauki – polski konkurs dla dziennikarzy, naukowców i innych osób zajmujących się popularyzacją nauki, a także redakcji, instytucji i organizacji działających na tym polu. Organizowany jest co roku przez Polską Agencję Prasową oraz Ministerstwo Nauki i Szkolnictwa Wyższego. Pierwsza edycja została przeprowadzona w 2005 roku.

## Lista laureatów
źródło

### I edycja – 2005
- Naukowiec lub instytucja naukowa: prof. Magdalena Fikus (Instytut Biochemii i Biofizyki PAN)
- Dziennikarz, redakcja lub instytucja nienaukowa: dziennikarze Działu Nauki „Gazety Wyborczej”
- Wyróżnienie za najlepszą prezentację festiwalową: dr Paweł Napiorkowski (Środowiskowe Laboratorium Ciężkich Jonów UW)

### II edycja – 2006
- Naukowiec lub instytucja naukowa: dr Jerzy Jarosz (UŚ)
- Dziennikarz, redakcja lub instytucja nienaukowa: Wiktor Niedzicki (dziennikarz TVP) oraz Szkoła Festiwalu Nauki w Warszawie
- Wyróżnienie za najlepszą prezentację festiwalową: zespół naukowców z Instytutu Biochemii i Biofizyki PAN
- Wyróżnienia Serwisu Nauka w Polsce PAP: dr hab. Irena Celejowa (Warszawska Szkoła Zdrowia), British Council oraz portal internetowy Astronomia.pl

### III edycja – 2007
- Naukowiec lub instytucja naukowa: dr Stanisław Bajtlik (Centrum Astronomiczne im. Mikołaja Kopernika PAN), dr Ryszard Kowalski (Akademia Podlaska w Siedlcach), prof. Tomasz Twardowski (szef Polskiej Federacji Biotechnologii) oraz Instytut Problemów Jądrowych im. Andrzeja Sołtana w Świerku
- Dziennikarz, redakcja lub instytucja nienaukowa: Centrum Nauki Kopernik w Warszawie oraz redaktor Marian Nowy z Krakowa
- Wyróżnienie za najlepszą prezentację festiwalową: dr Lech Kotwicki (Instytut Oceanologii PAN), dr Grzegorz Nałęcz-Jawecki (Wydział Farmaceutyczny AM) oraz Konrad Nesteruk (uczeń I LO w Siedlcach)

### IV edycja – 2008
- Naukowiec lub instytucja naukowa: prof. Wojciech Nawrocik (UAM), prof. Andrzej Kokowski (UMCS) oraz Instytut Oceanologii PAN
- Dziennikarz, redakcja lub instytucja nienaukowa: red. Olga Woźniak (Tygodnik „Przekrój”), red. Tomasz Rożek (Stowarzyszenie Śląska Kawiarnia Naukowa) oraz twórcy cyklu filmów „Dzika Polska” realizowanych dla TVP
- Wyróżnienie za najlepszą prezentację festiwalową: Jacek Błoniarz-Łuczak i Błażej Dawidson (Centrum Nauki Kopernik), dr Marzena Humańska (Collegium Medicum UMK) oraz dr Lech Pietrzak (Wszechnica Mazurska w Olecku)

### V edycja – 2009
- Naukowiec lub instytucja naukowa: studenci z Koła Naukowego Fizyków PŁ „Kot Schroedingera”, mgr Joanna Szlichcińska (SGGW) oraz dr Jan Olejniczak (UŁ)
- Dziennikarz, redakcja lub instytucja nienaukowa: red. Dorota Truszczak (Program Pierwszy Polskiego Radia), Polskie Radio Szczecin oraz dr Tadeusz Zaleski (UG)
- Wyróżnienie za najlepszą prezentację festiwalową: prof. Leszek Woźniak (PRz), dr Lena Magnone (UW) oraz dr Izabella Łęcka (Instytut Studiów Regionalnych i Globalnych UW)

### VI edycja – 2010
- Nagroda specjalna: dr hab. Maciej Geller (UW)
- Naukowiec lub instytucja naukowa: dr Jan Grabski (PW), dr Anna Hajdusianek (PWr), dr Tomasz Malczyk (PWSZ w Nysie)
- Dziennikarz, redakcja lub instytucja nienaukowa: Wojciech Pastuszka (portal „Archeowieści”), Hanna Zielińska i Cezary Łasiczka (Radio TOK FM), Marcin Mazur (Podkarpackie Amatorskie Stowarzyszenie Astronomiczno-Astronautyczne)
- Wyróżnienie za najlepszą prezentację festiwalową: Andrzej Gołębiewski (UW), Eliza Szulińska (Stowarzyszenie Euforis), Irena Cieślińska (Centrum Nauki Kopernik)
- Wyróżnienie dla rzeczników prasowych uczelni oraz jednostek naukowych i badawczych: Natalia Osica (SWPS), Magdalena Ochwat (UŚ) oraz Marek Pawłowski (Instytut Problemów Jądrowych w Świerku)

### VII edycja – 2011
- Nagroda specjalna: prof. Łukasz Turski (Centrum Fizyki Teoretycznej PAN)
- Naukowiec lub instytucja naukowa: prof. Stanisław Czachorowski (UWM), Agata Jurkowska (doktorantka na Wydziale Biologii i Nauk o Ziemi UJ) oraz dr Tomasz Samojlik (Zakład Badania Ssaków PAN)
- Dziennikarz, redakcja lub instytucja nienaukowa: Marek Nowicki (dziennikarz TVN), Fundacja Nanonet oraz Stowarzyszenie Delta
- Wyróżnienie za najlepszą prezentację festiwalową: Marek Golka (nauczyciel fizyki i techniki z Gimnazjum nr 5 im. Jacka Malczewskiego w Radomiu), dr Marek Jurgowiak (Collegium Medicum UMK), Ewa Sumelka (Uniwersytet Medyczny im. Karola Marcinkowskiego w Poznaniu)
- Wyróżnienie dla rzeczników prasowych uczelni oraz jednostek naukowych i badawczych: Bartosz Dembiński (AGH)

### VIII edycja – 2012
- Nagroda specjalna za całokształt działalności popularyzatorskiej: prof. Jerzy Vetulani (Instytut Farmakologii PAN)
- Naukowiec lub instytucja naukowa: Instytut Fizyki Jądrowej PAN, dr hab. Lech Mankiewicz (dyrektor Centrum Fizyki Teoretycznej PAN) oraz prof. Ewa Kulczykowska (Instytut Oceanologii PAN) i dr hab. inż. Marek Kulczykowski (Instytut Budownictwa Wodnego PAN)
- Dziennikarz, redakcja lub instytucja nienaukowa: Krajowy Fundusz na rzecz Dzieci, red. Krzysztof Michalski (Program Pierwszy Polskiego Radia), redakcja tygodnika „Polityka”
- Wyróżnienie za najlepszą prezentację festiwalową: dr Tomasz Pluciński (Wydział Chemii UG), dr Katarzyna Górak-Sosnowska (SGH i Wydział Orientalistyczny UW) oraz dr Barbara Łydżba-Kopczyńska (Wydział Chemii UWr)
- Wyróżnienia serwisu Nauka w Polsce PAP za politykę informacyjną: Jacek Szymik-Kozaczko (UŚ), Instytut Chemii Fizycznej PAN

### IX edycja – 2013
- Nagroda specjalna: ks. prof. Michał Heller (UPJPII i Centrum Kopernika Badań Interdyscyplinarnych)
- Naukowiec: prof. Ryszard Tadeusiewicz (AGH)
- Instytucja naukowa: Instytut Biologii Doświadczalnej im. M. Nenckiego PAN
- Instytucja pozanaukowa: Polska Akademia Dzieci
- Media: red. Bogdan Miś
- Sponsor popularyzacji: Samsung Electronics Polska
- Wyróżnienia specjalne: dr inż. Michał Krupiński (Instytut Fizyki Jądrowej PAN) oraz Danuta Bukowska (UMK)
- Wyróżnienie dla rzeczników prasowych uczelni oraz jednostek naukowych i badawczych: Iwona Kieda (Instytut Rozrodu Zwierząt i Badań Żywności PAN)

### X edycja – 2014
- Popularyzatorzy Indywidualni – Naukowcy: dr Robert Mysłajek (Instytut Genetyki i Biotechnologii na Wydziale Biologii UW)
- Popularyzatorzy Indywidualni – Animatorzy Popularyzacji: Michał Szydłowski – Pan Korek
- Instytucje Naukowe: Instytut Geofizyki PAN
- Instytucje Pozanaukowe: Grupa EkoLogiczna
- Media: Piotr Cieśliński (kierownik działu Nauka „Gazety Wyborczej”)
- Wyróżnienie w kategorii Nauka w Internecie: serwis Wszechnica.org.pl
- Wyróżnienie w kategorii Sponsor Popularyzacji: Fundacja PZU
- Pozaregulaminowe Wyróżnienie im. red. Tomasza Trzcińskiego za wzorcową politykę informacyjną: Katarzyna Dziedzik (rzeczniczka prasowa UwB)
- Wyróżnienie Specjalne: redakcja dwumiesięcznika „Urania – Postępy Astronomii” oraz dr Hanna Krajewska (dyrektor Archiwum PAN)
- Nagrody Jubileuszowe: prof. Michał Kleiber oraz prof. Magdalena Fikus

### XI edycja – 2015[5]
- Popularyzatorzy Indywidualni – Naukowcy: prof. Małgorzata Kozłowska-Wojciechowska (WUM)
- Popularyzatorzy Indywidualni – Animatorzy Popularyzacji: Karol Wójcicki (planetarium Niebo Kopernika Centrum Nauki Kopernik)
- Instytucje Naukowe: Centrum Kopernika Badań Interdyscyplinarnych
- Instytucje Pozanaukowe: Centrum Nauki Experyment
- Media: redakcja miesięcznika „Forum Akademickie”
- Nauka w Internecie: nagrody nie przyznano
- Sponsor Popularyzacji: nagrody nie przyznano
- Pozaregulaminowe Wyróżnienie im. red. Tomasza Trzcińskiego za wzorcową politykę informacyjną: Marek Sieczkowski (Narodowe Centrum Badań Jądrowych)
- Wyróżnienia Specjalne: twórcy portalu Przystanek Nauka UŚ oraz Agnieszka Henke i Emilia Lewicka-Kalka (Akademia Młodych Odkrywców przy Państwowej Wyższej Szkole Zawodowej w Pile)
- Nagroda Specjalna za całokształt działalności popularyzatorskiej: prof. Przemysław Wojtaszek (UAM)

### XII edycja – 2016[6]
- Nagroda główna za całokształt działalności związanej z popularyzacją – prof. Bogusław Pawłowski (Uniwersytet Wrocławski)
- Naukowiec: dr Piotr Sułkowski (Wydział Fizyki Uniwersytetu Warszawskiego)
- Animator: prof. Wojciech Dindorf
- Instytucja: Wydział Fizyki Uniwersytetu Warszawskiego
- Zespół: Chemiczne Koło Naukowe „Flogiston” (Wydział Chemiczny Politechniki Warszawskiej)
- Media: Zdzisław Cozac
- Wyróżnienie: dr Magdalena Osial
- Wyróżnienie: red. Karolina Głowacka
- Pozaregulaminowe Wyróżnienie im. red. Tomasza Trzcińskiego za wzorcową politykę informacyjną: Katarzyna Nowicka (rzeczniczka prasowa Centrum Nauki Kopernik w Warszawie).

### XIII edycja – 2017[7]
- Nagroda główna za całokształt działalności związanej z popularyzacją – prof. Tadeusz Wibig (Uniwersytet Łódzki)
- Naukowiec: dr hab. Andrzej Katunin (Instytut Podstaw Konstrukcji Maszyn Politechniki Śląskiej)
- Animator: Jan Świerkowski
- Instytucja: Instytut Rozrodu Zwierząt i Badań Żywności PAN
- Zespół: twórcy portalu „Nauka o klimacie” – prof. Szymon Malinowski, dr Aleksandra Kardaś, Marcin Popkiewicz oraz Anna Sierpińska
- Media: redakcja programu telewizyjnego Astronarium
- Wyróżnienie: Marta Szmigiel, doktorantka Wydziału Podstawowych Problemów Techniki Politechniki Wrocławskiej
- Wyróżnienie: Pracownicy Katedry i Zakładu Chemii Medycznej Uniwersytetu Medycznego w Lublinie
- Pozaregulaminowe Wyróżnienie im. red. Tomasza Trzcińskiego za wzorcową politykę informacyjną: Instytut Zoologii Uniwersytetu Przyrodniczego w Poznaniu

### XIV edycja – 2018[8]

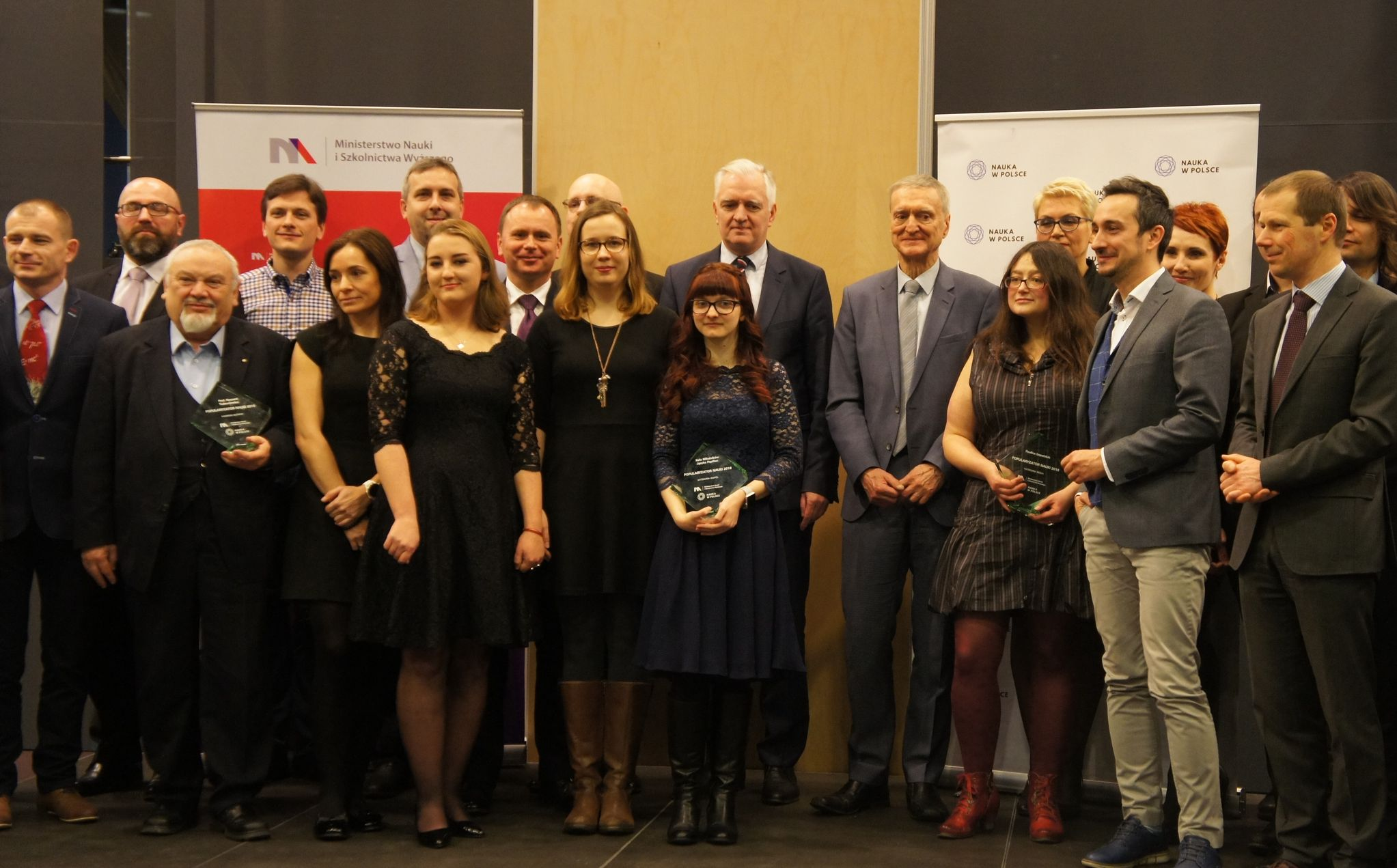
Gala wręczenia nagród w styczniu 2019 (XIV edycja konkursu)

- Nagroda główna – prof. Ryszard Tadeusiewicz
- Naukowiec: Aleksandra Ziembińska-Buczyńska
- Animator: Dariusz Aksamit
- Instytucja: Centrum Nowoczesności Młyn Wiedzy w Toruniu
- Zespół: Koło Miłośników Języka Papillon
- Media: Paulina Łopatniuk
- Wyróżnienie: Dawid Myśliwiec
- Wyróżnienie: Centrum Popularyzacji Matematyki SIGNUM
- Pozaregulaminowe Wyróżnienie im. red. Tomasza Trzcińskiego za najlepszą politykę informacyjną: Dział Promocji i Informacji Uniwersytetu Mikołaja Kopernika w Toruniu

### XV edycja – 2019[9]
- Nagroda główna – Dolnośląski Festiwal Nauki
- Naukowiec: dr Wojciech Glac (Wydział Biologii Uniwersytetu Gdańskiego)
- Animator: Dawid Myśliwiec
- Zespół: Heweliusze Nauki
- Instytucja: Stowarzyszenie Rzecznicy Nauki
- Media: Aleksandra Stanisławska i Piotr Stanisławski, twórcy bloga „Crazy Nauka”
- Wyróżnienie: dr hab. Marta Wrzosek (Wydział Biologii Uniwersytetu Warszawskiego)
- Wyróżnienie: Jerzy Rafalski
- Pozaregulaminowe Wyróżnienie im. red. Tomasza Trzcińskiego za najlepszą politykę informacyjną: Biuro Prasowe Uniwersytetu Łódzkiego

### XVI edycja – 2020[10]
- Nagroda główna – dr Jerzy Jarosz, profesor Uniwersytetu Śląskiego
- Naukowiec: dr Joanna Stojer-Polańska z Państwowej Wyższej Szkoły Zawodowej w Raciborzu i Uniwersytetu SWPS w Katowicach
- Animator: Dawid Masło
- Zespół: Śląski Festiwalu Nauki Katowice
- Instytucja: Hevelianum
- Media: Redakcja "Filozofuj!"
- Wyróżnienie: dr hab. Piotr Rzymski z Uniwersytetu Medycznego w Poznaniu
- Wyróżnienie: Centrum Edukacji Ekologicznej Hydropolis we Wrocławiu
- Pozaregulaminowe Wyróżnienie im. red. Tomasza Trzcińskiego za najlepszą politykę informacyjną: dr Beata Czechowska-Derkacz, rzeczniczka prasowa Uniwersytetu Gdańskiego

### XVII edycja – 2021[11]
- Nagroda główna – dr hab. Piotr Rzymski
- Naukowiec: dr Anna Łosiak z Instytutu Nauk Geologicznych PAN
- Animator:  Adam Zbyryt
- Zespół: 3LAB – pracownia III LO w Gdyni
- Instytucja: Centrum Popularyzacji Politechniki Śląskiej w Gliwicach
- Media: dr Łukasz Lamża
- Wyróżnienie: twórcy projektu Nauka. To lubię
- Wyróżnienie: twórcy Ligi Matematycznej im. Zdzisława Matuskiego
- Pozaregulaminowe Wyróżnienie im. red. Tomasza Trzcińskiego za najlepszą politykę informacyjną: Dominika Wojtysiak- Łańska z Zespołu ds. Promocji i Współpracy Fundacji na rzecz Nauki Polskiej

### XVIII edycja – 2022[12]
- Nagroda główna – dr Paweł Grzesiowski
- Naukowiec: dr hab. Wiktor Kotowski z Uniwersytetu Warszawskiego
- Animator:  Stanisław Łoboziak z Centrum Nauki Kopernik
- Zespół: Lubelski Festiwal Nauki
- Instytucja: Stowarzyszenie WroSpace
- Media: Agnieszka Krzemińska
- Wyróżnienie: Michał Młotek
- Wyróżnienie: Energetyczne Centrum Nauki Kieleckiego Parku Technologicznego
- Nagroda im. red. Tomasza Trzcińskiego za wzorcową politykę informacyjną: Instytut Biologii Ssaków Polskiej Akademii Nauk

### XX edycja – 2024[13]
- Nagroda główna: czasopismo „Delta”.
- Naukowiec: Tomasz Miller, Centrum Kopernika Badań Interdyscyplinarnych na Uniwersytecie Jagiellońskim (CKBI UJ).
- Animator: Dagmara Bożek.
- Zespół: Strefa Naukowa Festiwalu Fantastyki Pyrkon.
- Instytucja: Europejska Fundacja Kosmiczna.
- Media: portal popularnonaukowy „Pulsar”.
- Wyróżnienia: Sebastian Szklarek(inne języki), zespół badaczy z Uniwersytetu Łódzkiego „W stronę dostępności”.
- Nagroda im. red. Tomasza Trzcińskiego za wzorcową politykę informacyjną: Ewelina Zambrzycka-Kościelnicka.